# Joseph Ebstein
Pour les articles homonymes, voir Ebstein.
Ne doit pas être confondu avec Joseph Epstein.
Salomon Joseph Simon Ebstein né à Batna le 12 mai 1881 et mort dans le 6e arrondissement de Paris le 5 décembre 1961 est un sculpteur français.

## Biographie
Joseph Ebstein est élève aux Beaux-Arts de Paris dans les ateliers de Louis-Ernest Barrias, Jules Coutan et Émile Peynot. Membre de la Société des artistes français, il expose au Salon des artistes français où remporte une médaille d'argent en 1924, puis une médaille d'or en 1928 et est alors placé en hors-concours.
Essentiellement statuaire, il obtient le deuxième second prix de Rome de sculpture en 1910.
On lui doit des monuments aux morts, dont celui de Tlemcen.
Il meurt, célibataire, en son domicile au no 28 rue Mazarine dans le 6e arrondissement de Paris.

## Œuvres

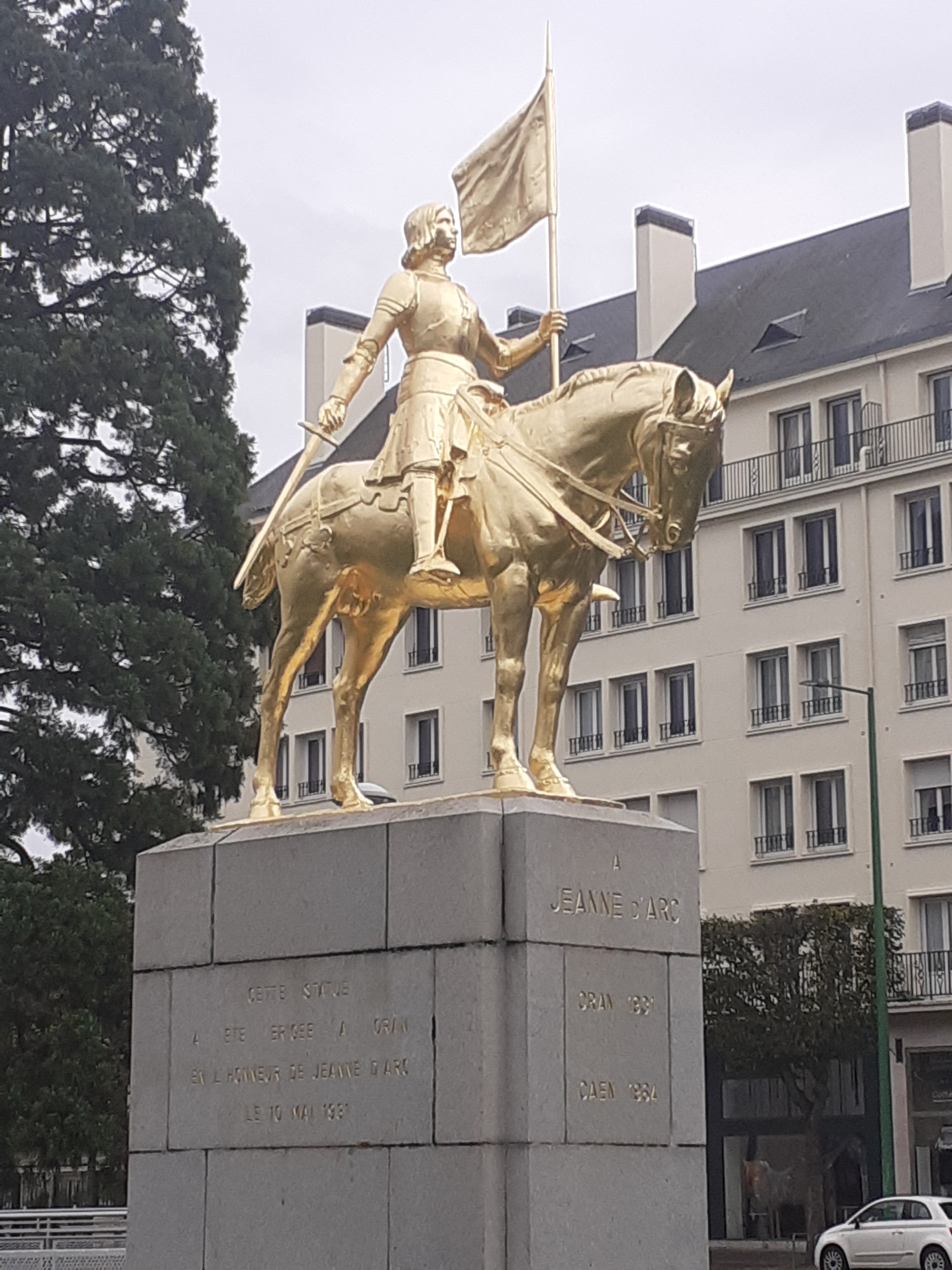
La statue équestre de Jeanne d'Arc sculptée par Ebstein, actuellement à Caen après avoir été transférée d'Oran.

- Alger, musée national des Beaux-Arts : Ulysse écoutant les voix des sirènes.
- Oran, parvis de la cathédrale : statue équestre de Jeanne d'Arc, transférée sur la place de la Résistance, à Caen en 1964.
- Compiègne, musée Antoine-Vivenel : L'Élu.
- Paris, musée d'Art moderne de Paris[4] :
  - Tendresse, groupe en plâtre patiné ;
  - Bonheur, groupe en plâtre patiné ;
  - Hymen, groupe en plâtre ;
  - Ève, haut-relief en plâtre patiné.
- localisation inconnue : Le Génie naissant, marbre.

### Archives
- Fonds Joseph Ebstein (1889-1961) [archives écrites et photographiques ; 1 boite].  Cote : EBS. Paris : Bibliothèque Kandinsky, Centre national d'art et de culture Georges-Pompidou (présentation en ligne).